# Aya Shimokozuru
Aya Shimokozuru (下小鶴 綾 Shimokozuru Aya?), född 7 juni 1982, är en japansk tidigare fotbollsspelare.
Aya Shimokozuru spelade 28 landskamper för det japanska landslaget. Hon deltog bland annat i OS 2004.